# Grosshöchstetten

Vue aérienne (1952).

Grosshöchstetten est une commune suisse du canton de Berne, située dans l'arrondissement administratif de Berne-Mittelland.
Le 1er janvier 2018, Grosshöchstetten absorbe la commune voisine de Schlosswil.